# Nicolas N'Koulou
Nicolas Alexis Julio N'Koulou N'Doubena (Yaoundé, 27 maart 1990) is een Kameroens voetballer die doorgaans als centrale verdediger speelt. In juli 2024 tekende hij bij Amed SFK. N'Koulou debuteerde in 2008 in het Kameroens voetbalelftal.

## Clubcarrière
N'Koulou werd gevormd in de Kadji Sports Academy. Hij tekende op zeventienjarige leeftijd contract bij AS Monaco. Na een jaar bij het tweede elftal haalde toenmalig Monaco-coach Ricardo Gomes N'Koulou bij het eerste. Daarvoor speelde hij tussen 2008 en 2011 in totaal 78 wedstrijden. N'Koulou tekende op 29 juni 2011 een vierjarig contract bij Olympique Marseille. Daar vormde hij tijdens het seizoen 2012/13 met Rod Fanni een vast duo centraal achterin.

## Clubstatistieken
| Seizoen | Club                | Land                 | Competitie     | Competitie | Competitie | Beker | Beker | Internationaal | Internationaal | Totaal | Totaal |
| Seizoen | Club                | Land                 | Competitie     | Wed.       | Dlp.       | Wed.  | Dlp.  | Wed.           | Dlp.           | Wed.   | Dlp.   |
| ------- | ------------------- | -------------------- | -------------- | ---------- | ---------- | ----- | ----- | -------------- | -------------- | ------ | ------ |
| 2008/09 | AS Monaco           | Vlag van Frankrijk   | Ligue 1        | 24         | 0          | 2     | 0     | —              | —              | 26     | 0      |
| 2009/10 | AS Monaco           | Vlag van Frankrijk   | Ligue 1        | 23         | 0          | 4     | 0     | —              | —              | 27     | 0      |
| 2010/11 | AS Monaco           | Vlag van Frankrijk   | Ligue 1        | 30         | 0          | 3     | 0     | —              | —              | 33     | 0      |
| 2011/12 | Olympique Marseille | Vlag van Frankrijk   | Ligue 1        | 30         | 0          | 6     | 0     | 10             | 0              | 46     | 0      |
| 2012/13 | Olympique Marseille | Vlag van Frankrijk   | Ligue 1        | 38         | 1          | 3     | 0     | 7              | 0              | 48     | 1      |
| 2013/14 | Olympique Marseille | Vlag van Frankrijk   | Ligue 1        | 37         | 2          | 4     | 0     | 5              | 0              | 46     | 2      |
| 2014/15 | Olympique Marseille | Vlag van Frankrijk   | Ligue 1        | 24         | 2          | 2     | 0     | —              | —              | 26     | 2      |
| 2015/16 | Olympique Marseille | Vlag van Frankrijk   | Ligue 1        | 33         | 0          | 3     | 0     | 5              | 0              | 41     | 0      |
| 2016/17 | Olympique Lyon      | Vlag van Frankrijk   | Ligue 1        | 13         | 0          | 2     | 0     | 7              | 0              | 22     | 0      |
| 2017/18 | → Torino FC         | Vlag van Italië      | Serie A        | 37         | 2          | 2     | 0     | —              | —              | 39     | 2      |
| 2018/19 | Torino FC           | Vlag van Italië      | Serie A        | 36         | 2          | 2     | 0     | —              | —              | 38     | 2      |
| 2019/20 | Torino FC           | Vlag van Italië      | Serie A        | 31         | 1          | 2     | 0     | 5              | 0              | 38     | 1      |
| 2020/21 | Torino FC           | Vlag van Italië      | Serie A        | 18         | 1          | 2     | 0     | —              | —              | 20     | 1      |
| 2021/22 | Watford FC          | Vlag van Engeland    | Premier League | 3          | 0          | 0     | 0     | —              | —              | 3      | 0      |
| 2022/23 | Aris FC             | Vlag van Griekenland | Super League   | 17         | 1          | 0     | 0     | —              | —              | 17     | 1      |
| 2023/24 | Gaziantep FK        | Vlag van Turkije     | Süper Lig      | 32         | 2          | 2     | 0     | —              | —              | 34     | 2      |
| Totaal  | Totaal              | Totaal               | Totaal         | 426        | 14         | 39    | 0     | 39             | 0              | 504    | 14     |

## Interlandcarrière
N'Koulou nam met Kameroen U23 deel aan de Olympische Spelen in Peking in 2008. Kameroen werd in de kwartfinale uitgeschakeld door Brazilië. Hij debuteerde op 19 november 2008 in het Kameroens voetbalelftal, in een oefeninterland tegen Zuid-Afrika.
In de finale van de Afrika Cup 2017 zorgde Nicolas N'Koulou als invaller in de 58ste minuut voor de gelijkmaker tegen Egypte. Door het doelpunt van teamgenoot Vincent Aboubakar won Kameroen voor de vijfde keer de Africa Cup.
1 Feudjou ·
2 Assou-Ekotto ·
3 N'Koulou ·
4 Djeugoué ·
5 Nounkeu ·
6 Song ·
7 N'Guémo ·
8 Moukandjo ·
9 Eto'o ·
10 Aboubakar ·
11 Makoun ·
12 Bedimo ·
13 Choupo-Moting ·
14 Chedjou ·
15 Webó ·
16 Itandje ·
17 Mbia ·
18 Enoh ·
19 Olinga ·
20 Salli ·
21 Matip ·
22 Nyom ·
23 N'Djock ·
Coach: Finke
1 Ngapandouetnbu ·
2 Ngom Mbekeli ·
3 N'Koulou ·
4 Wooh ·
5 Ondoua ·
6 Ngamaleu ·
7 N'Koudou ·
8 Zambo Anguissa ·
9 Nsame ·
10 Aboubakar  ·
11 Bassogog ·
12 Toko Ekambi ·
13 Choupo-Moting ·
14 Gouet ·
15 Kunde ·
16 Epassy ·
17 Mbaizo ·
18 Hongla ·
19 Fai ·
20 Mbeumo ·
21 Castelletto ·
22 Ntcham ·
23 Onana ·
24 Ebosse ·
25 Tolo ·
26 Souaibou ·
Coach: Song